# Jiří Mašek (fotbalista)
Jiří Mašek (* 5. října 1978) je bývalý český fotbalista, útočník.

## Fotbalová kariéra
Hrál za FK Jablonec, FK Teplice, Malatyaspor, FC Swarovski Tirol, MKE Ankaragücü, FK Mladá Boleslav, MFK Ružomberok, Nea Salamis Famagusta FC, Kinyras Peyias, FK Viktoria Žižkov a 1. FC Lokomotive Leipzig (2003). V české lize nastoupil ve 171 utkáních a dal 33 ligových gólů. Za reprezentaci do 16 let nastoupil ve 4 utkáních a za reprezentaci do 20 let také nastoupil ve 4 utkáních.

## Ligová bilance
| Ročník                            | Zápasy | Góly | Klub              |
| --------------------------------- | ------ | ---- | ----------------- |
| 1. česká fotbalová liga 1996/1997 | 3      | 0    | FK Jablonec       |
| Gambrinus liga 1998/1999          | 7      | 0    | FK Jablonec       |
| Gambrinus liga 1999/2000          | 9      | 0    | FK Jablonec       |
| Gambrinus liga 2000/2001          | 22     | 4    | FK Jablonec       |
| Gambrinus liga 2001/2002          | 27     | 9    | FK Jablonec       |
| Gambrinus liga 2002/2003          | 26     | 2    | FK Jablonec       |
| Gambrinus liga 2003/2004          | 16     | 2    | FK Jablonec       |
| Gambrinus liga 2003/2004          | 13     | 1    | FK Teplice        |
| Gambrinus liga 2004/2005          | 28     | 10   | FK Teplice        |
| Gambrinus liga 2005/2006          | 15     | 5    | FK Teplice        |
| Gambrinus liga 2007/2008          | 5      | 0    | FK Mladá Boleslav |
| CELKEM 1. česká liga              | 171    | 33   |                   |